# فريتز شايد
فريتز شايد (بالإنجليزية:Fritz Schade) (مواليد 19 يناير 1880 - وفيات 17 يونيو 1926). ممثل أمريكي من أصل ألماني في عصر السينما الصامتة . ظهر في 41 فيلما بين 1913 و1918، بما في ذلك ستة أفلام مع تشارلي تشابلن. وكانت زوجته في الفيلم الممثلة الصامتة بيتي شايد.

## روابط خارجية
- فريتز شايد على موقع IMDb (الإنجليزية)
- فريتز شايد على موقع أول موفي (الإنجليزية)
- فريتز شايد على موقع قاعدة بيانات الأفلام السويدية (السويدية)
- فريتز شايد على موقع قاعدة بيانات الفيلم (الإنجليزية)